# Pocket PC

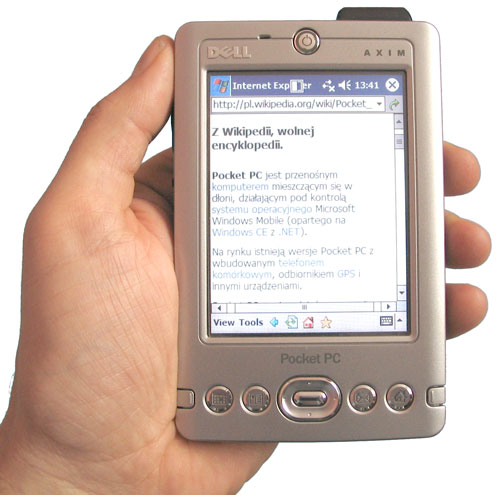
Pocket PC

Pocket PC – komputer przenośny typu palmtop, mieszczący się w dłoni, działający pod kontrolą systemu operacyjnego Windows Mobile (opartego na Windows CE z .NET).
Na rynku istnieją palmtopy Pocket PC z wbudowanym modułem GSM dającym im możliwość używania jako telefon komórkowy, odbiornikiem GPS i innymi urządzeniami.
Pocket PC musi spełniać wymagania narzucone przez firmę Microsoft. Niektóre z nich to:
- procesor kompatybilny z architekturą ARM w wersji 4 (dawniej były to też architektury MIPS i SH3)
- możliwość uruchomienia Windows CE (wersji dla Pocket PC)
- zawiera określony zestaw aplikacji w pamięci ROM
- zawiera ekran dotykowy
- zawiera wbudowany zestaw przycisków
- ma co najmniej jeden głośnik
- ma mikrofon

W większości współczesnych Pocket PC rozdzielczość ekranu wynosi 480x640. Starsze modele zazwyczaj są wyposażone w ekran o rozdzielczości 240x320 pikseli. Obsługa rozdzielczości większych niż 240x320 i zmiana orientacji ekranu z pionowej na poziomą wprowadzona została w wersji Windows Mobile 2003 Second Edition. Spotyka się również modele (szczególnie starsze z wbudowaną zewnętrzną klawiaturą) mające ekran o rozdzielczości 240x240 pikseli.
Zazwyczaj urządzenia są wyposażone w 32 do 512 MB pamięci RAM i 32 MB lub więcej pamięci ROM zawierającej system operacyjny i aplikacje dołączone do systemu. W większości modeli wykorzystywany jest także dodatkowy obszar pamięci nieulotnej Flash (zazwyczaj 1 GB do 32 GB) na dane i aplikacje użytkownika. Procesor jest taktowany zegarem od ok. 200 do ponad 1 GHz. Większość jest wyposażona w slot kart pamięci SD oraz ich odmiany miniSD i microSD (tzw. TransFlash) (umożliwia podłączenie innych urządzeń zgodnych z SDIO), a niektóre w CompactFlash. Inne z kolei w specyficzne dla danego producenta złącze pozwalające na podłączanie dodatkowych akcesoriów, np. zewnętrznej baterii, zewnętrznego slotu na inny typ kart, itp. Urządzenia wyposażone mogą być w inne rozszerzenia, np. Wi-Fi, Bluetooth, czytnik linii papilarnych, aparat cyfrowy, skaner kodów kreskowych, GPS, akcelerometr lub wyjście video do podłączenia zewnętrznego monitora.
Wszystkie urządzenia Pocket PC według specyfikacji Microsoft powinny mieć słuchawkowe gniazdo stereo, rysik, głośnik, mikrofon, kilka przycisków, akumulator i kabel do komunikacji z komputerem PC. Starsze wymagania uwzględniały również port podczerwieni IrDA.
Urządzenia są produkowane przez wielu producentów, m.in. HP (pod marką IPAQ, a wcześniej Jornada), Dell, Toshiba, HTC, Asus, Fujitsu–Siemens, Palm (smartfony Treo). Różnią się oferowanymi możliwościami i ceną.
Wraz z urządzeniem użytkownik otrzymuje zestaw standardowych aplikacji. Wśród nich:
- Windows Media, umożliwia odtwarzanie muzyki i wideo
- odpowiedniki aplikacji pakietu Microsoft Office: Word Mobile, Excel Mobile, PowerPoint Mobile
- Internet Explorer Mobile, przeglądarka internetowa
- ActiveSync, program do synchronizacji z komputerem PC
- klient poczty elektronicznej
- komunikator internetowy Pocket MSN
- książkę adresową, kalendarz i listę zadań Outlook Mobile

Dostarczane oprogramowanie do synchronizacji z komputerem PC działa tylko pod kontrolą systemów Microsoft Windows. Dostępne są jednak programy firm trzecich, które umożliwiają to w innych systemach operacyjnych.

## Historia
Pierwszą próbą wejścia firmy Microsoft na rynek urządzeń przenośnych były komputery Palm-size PC. Działały pod kontrolą systemu Windows CE 2.0-2.11, który bardzo przypominał system Windows dla komputerów PC. Nie odniosły one jednak nigdy sukcesu.
W roku 2000 Microsoft zaprezentował system operacyjny dla Pocket PC, który był oparty na jądrze systemu Windows CE 3.0. Następnie pod koniec roku 2001 pojawiła się wersja Pocket PC 2002, również oparta na jądrze Windows CE 3.0. Wymagała szybszych procesorów i więcej pamięci RAM.
W czerwcu 2003 r. została wprowadzona kolejna wersja systemu operacyjnego dla PocketPC – Windows Mobile 2003. Bazowała na jądrze Windows CE 4.2. Kolejną wersją był Windows Mobile 2003 Second Edition (jądro WinCE 4.21), zaprezentowany w połowie roku 2004.
W roku 2005 Microsoft zaprezentował Windows Mobile 5 (jądro CE 5.1), Natomiast pod koniec roku 2006 zaczęły pojawiać się pierwsze urządzenia oparte na najnowszym Windows Mobile 6 (Crossbow, jądro CE 5.2)

## Zastosowania

### Mobilne biuro
Większość współczesnych Pocket PC oferuje możliwość połączenia z siecią Internet, dzięki czemu urządzenie pozwala na stały dostęp do wiadomości poczty elektronicznej. Mimo ograniczonej (w porównaniu z pełną wersją pakietu Office) funkcjonalności, aplikacje Word Mobile, Excel Mobile oraz PowerPoint Mobile umożliwiają podgląd oraz niewielkie edycje dokumentów.
Istnieje ogromna ilość (również darmowych i otwartych) aplikacji, wzbogacających funkcjonalność Pocket PC. Dostępne są słowniki, czytniki RSS, komunikatory i wiele innych. Ponieważ współczesne wersje Windows Mobile zgodne są z .NET, tworzenie aplikacji jest bardzo proste i w niewielkim stopniu różni się od tworzenia aplikacji dla systemów Windows.

### Nawigacja
Ponieważ znaczna część Pocket PC wyposażona jest we wbudowany odbiornik GPS, a do większości pozostałych, odbiornik taki można podłączyć przez Bluetooth, urządzenia takie doskonale sprawdzają się jako nawigacja tak samochodowa (najpopularniejsze aplikacje to Automapa oraz Tom-Tom) jak i piesza (Pocket Streets) czy lotnicza (OziExplorer CE).

### Rozrywka
Jednym z zastosowań palmtopów z systemem Windows Mobile jest rozrywka. Urządzenia potrafią płynnie odtwarzać muzykę i filmy w różnych formatach (MPEG-4 część 2 w tym DivX i Xvid; FLV i wiele innych). Oprócz licznych gier stworzonych specjalnie dla Pocket PC istnieje także możliwość emulacji innych platform.
Emulatory:
- Final Burn, emulator gier arcade.
- PocketUAE, emulator Amigi, port UAE.
- CastCE. emulator Atari ST, port Castaway.
- Pocket Hobbit, emulator Commodore 64, port Frodo.
- GBACe, emulator Game Boy Advance.
- PocketDOS, emulator systemu FreeDOS na PC.
- PocketDosBox, emulator systemu MS-DOS, port Dosbox bazuje na Dosbox 0.60.
- DOSBoxPPC, emulator systemu MS-DOS, bazujący na wersji Dosbox 0.63.
- PocketSNES, emulator konsoli SNES
- MAMECe, emulator gier arcade, port emulatora MAME.
- MorphGear, multiemulator konsoli takich jak Game Boy Advance, SNES i innych.
- Pocket Atari, darmowy emulator ośmiobitowych komputerów Atari.
- fpse, emulator PSX.

Odtwarzacze filmów i muzyki:
- TCPMP, darmowy odtwarzacz filmów i muzyki. Obsługuje wiele formatów i napisy.
- Coreplayer, komercyjny następca TCPMP jednak w chwili obecnej jeszcze od niego uboższy.